# Jorge Francisco Maradey
Jorge Francisco Maradey (Gualeguaychú, 6 de noviembre de 1948) es un médico y político argentino perteneciente al Partido Justicialista. Actualmente se desempeña como senador de la provincia de Entre Ríos (período 2019-2023), representando al departamento Gualeguaychú. Entre sus principales líneas de trabajo se destaca la gestión de políticas de salud ambiental y la formulación de proyectos basados en la defensa de la biodiversidad y la toma de conciencia ciudadana sobre los bienes ambientales.

## Biografía
Hijo de Estela María Samacoitts y de Francisco Benjamín Maradey, es el mayor de dos hermanos. Cursó sus estudios primarios en la Escuela Normal Superior "Olegario Víctor Andrade" y terminó la escuela secundaria en el Colegio Nacional Luis Clavarino con el título de bachiller.
Inició su formación universitaria en la Facultad de Medicina de la Universidad Nacional de La Plata (UNLP) y al culminar tercer año, continuó sus estudios en la Facultad de Medicina de la Universidad de Buenos Aires (UBA).
Tras la residencia, obtuvo el título de Médico Clínico en el Hospital de Clínicas José de San Martín en 1984. También realizó la residencia completa en Medicina interna (6.ª cátedra de medicina) y después realizó una Especialización en Terapia Intensiva y Nefrología en la UBA.
En el ámbito académico, se desempeñó en la Facultad de Medicina (UBA) como ayudante en la cátedra de Farmacología, y accedió, mediante un concurso, al cargo de Ayudante de Primera en Medicina Interna de la 5.ª cátedra de la Facultad de Medicina (UBA).
En su provincial natal, se desempeñó como profesor titular de Anatomía y Fisiología de la Facultad de Bromatología de la Universidad Nacional de Entre Ríos (UNER) hasta 1983.
Además de su experiencia en el ámbito académico, fue fundador del Centro Universitario de Estudiantes de Gualeguaychú (CUDEGUA) en La Plata, un espacio de residencia y acompañamiento destinado a jóvenes que eligen estudiar una carrera universitaria en esta localidad.
Después de culminar sus estudios universitarios, regresó a su ciudad natal en 1979 donde se desempeñó en el ámbito de la salud pública y también en el ámbito privado. En ese mismo año, formó parte del equipo médico que inauguró la primera unidad de Terapia Intensiva de Gualeguaychú en la ex Cooperativa Médica de Trabajo (Cometra).
A partir de 1981, integró el Servicio de Nefrología y Diálisis de la Unidad de Nefrología y Diálisis Entre Ríos (Unyder) de esta ciudad.
En el período 1995-1999, durante la gestión del intendente Daniel Irigoyen, estuvo a cargo de la Dirección de Salud y Medio Ambiente de la Municipalidad de Gualeguaychú.
En 2014, se postuló como viceintendente de esta localidad integrando la fórmula junto a Martín Piaggio en la lista del Frente para la Victoria.
Como Presidente del Honorable Consejo Deliberante de la municipalidad de Gualeguaychú, Maradey acompañó de políticas públicas referidas a medio ambiente y salud.
Durante las elecciones provinciales que tuvieron lugar en octubre de 2019, representando a la Lista 2 del Frente Justicialista CREER Entre Ríos obtuvo la banca como senador provincial.